# Allotrichoma livens
Allotrichoma livens är en tvåvingeart som beskrevs av Cresson 1929. Allotrichoma livens ingår i släktet Allotrichoma och familjen vattenflugor. Inga underarter finns listade i Catalogue of Life.